# Якименко, Юрий Иванович
Якименко Юрий Иванович (20 марта 1945, Киев) — советский и украинский ученый в области электроники и микроэлектроники, педагог. Доктор технических наук, профессор. Академик Национальной академии наук Украины. Заслуженный деятель науки и техники Украины (1997), лауреат Государственной премии УССР в области науки и техники (1987). Первый проректор Национального технического университета Украины «Киевский политехнический институт имени Игоря Сикорского».

## Биография
Юрий Иванович Якименко родился 20 марта 1945 года в г. Киев. В 1968 году с отличием окончил факультет радиоэлектроники Киевского политехнического института и поступил в аспирантуру.
С 1972 года работает в НТУУ «КПИ», сначала ассистентом, затем доцентом, профессором. Возглавлял факультет электронной техники, с 1985 года заведует кафедрой микроэлектроники.
В 1990 году основал и возглавил Научно-исследовательский институт прикладной электроники (с 2016 года – Научно-исследовательский институт  электроники и микросистемной техники). 
В 1992 году был избран первым проректором Национального технического университета Украины «КПИ».
Является заместителем председателя Государственной аккредитационной комиссии Украины, председателем экспертного совета ВАК по электронике, радиотехники и телекоммуникаций.

## Научная деятельность
Ю. И. Якименко сделал весомый вклад в развитие отечественной электроники и информатики, подготовку высококвалифицированных специалистов для этой отрасли. Он создал научную школу по разработке пьезо- и сегнето-электрических приборов, электронных компонентов и систем для энергетики, совершил фундаментальные разработки нового класса микроволновых компонентов, информационных систем и сетей.
Является автором более 250 научных трудов, среди которых — 12 монографий и 15 учебников, имеет 30 авторских свидетельств и патентов. Под его научным руководством защищено 1 докторская и 12 кандидатских диссертаций.
Ю. И. Якименко является членом Международной академии наук высшей школы, Нью-йоркской академии наук, Старшим членом Американского института инженеров электротехники и электроники IEEE, координатором международного проекта создания национальной информационно-компьютерной сети учебных и научных заведений, экспертом научных и образовательных программ комиссии Европейского Сообщества. Преподавал в учебных заведениях США, Канады, Германии, Франции, Бельгии.
Занимает должность главного редактора научно-технического журнала «Мікросистеми, Електроніка та Акустика», является членом редакционных коллегий или советов научных журналов «Наукові вісті Національного технічного університету України «Київський політехнічний інститут» и «Управляющие системы и машины».

## Награды
- Орден Дружбы народов (1987)
- Орден «За заслуги» трех степеней (1998, 2007, 2013)[1]
- Государственные премии Украины в области науки и техники  (1987, 2003)
- Кавалер и офицер французского Ордена Академических пальм (2015, 2019)
- Академическая премия им. И. М. Францевича (1995)
- Премия НАН Украины им. С. А. Лебедева (2001)